# Baza Lotnicza „Łużyce”

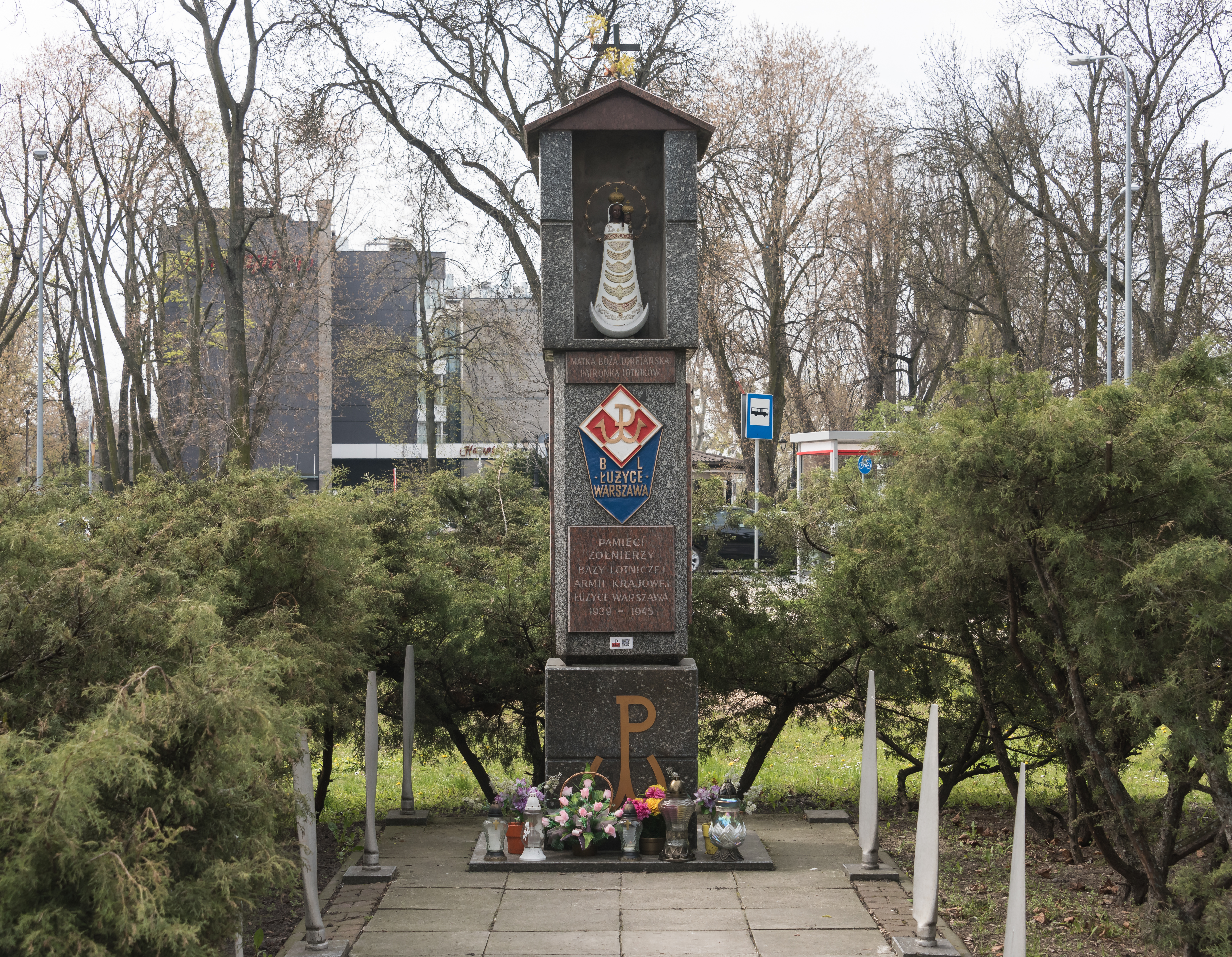
Kapliczka-pomnik upamiętniająca żołnierzy bazy na skwerze jej imienia w Warszawie

Baza Lotnicza „Łużyce” – największy oddział lotniczy Armii Krajowej. Powstał w 1942 ze scalenia kilku mniejszych jednostek z zadaniem przygotowania i obsadzenia lotnisk niemieckich w okolicach Warszawy w przypadku ich zdobycia przez jednostki polskie. Zgodnie z założeniami personel latający miał obsadzić zdobyte samoloty niemieckie, natomiast obsługa naziemna miała przygotować lądowiska dla przerzutu wojsk polskich z Wielkiej Brytanii.
Jednostka podlegała Referatowi Lotnictwa Okręgu Warszawskiego AK, a pod względem personalnym i wyszkolenia – Wydziałowi Lotnictwa Komendy Głównej AK. Jej pierwszym dowódcą był płk. pil. Zenon Romanowski „Bończa”, po jego aresztowaniu w 1943 dowodzenie przejął płk. pil. Franciszek Hynek „Łopian”, a w maju 1944 – ppłk. Jan Biały „Kadłub”
W ramach Akcji „Burza” Baza Lotnicza „Łużyce” miała nacierać wraz z innymi jednostkami 7. pułku piechoty AK „Garłuch” na warszawskie lotnisko na Okęciu, jednak natarcie w ostatniej chwili odwołano a Baza poszła w rozsypkę. Przez resztę powstania warszawskiego jej żołnierze walczyli w różnych częściach miasta jako część innych oddziałów.

## Historia jednostki
Jednostka powstała w 1942 ze scalenia kilku innych działających w rejonie Warszawy grup („Bończy”, „Oracza”, „Łosia” i „Turskiego”), których zadaniem było przygotowywanie kadr dla odtworzenia polskiego lotnictwa na wypadek powstania powszechnego. Powstała w ten sposób jednostka była największym oddziałem Armii Krajowej specjalizującym się w zadaniach lotniczych i obsługi naziemnej.
Baza została podporządkowana osobnemu Wydziałowi Lotniczemu Komendy Głównej AK, a na wypadek powstania uzyskała przydział do 4. Kompanii Uderzeniowej KG AK. Pierwszym komendantem jednostki został płk. pil. Zenon Romanowski „Bończa”. Po nim dowództwo objął zdobywca balonowego Pucharu Gordona Bennetta w latach 1933 i 1934 Franciszek Hynek ps. „Łopian”. Po jego aresztowaniu 19 maja 1944 funkcję dowódcy objął Jan Biały ps. „Kadłub”.
W początkowym okresie działalność jednostki skupiała się na wyszkoleniu kadr lotniczych i obsługi naziemnej lotnisk przy współpracy ze szkołą rzemieślniczą im. Konarskiego, gdzie starsi wiekiem żołnierze zakonspirowani byli jako instruktorzy, a młodsi – jako uczniowie. Pod pozorem dozwolonej przez Niemców nauki zawodów rzemieślniczych prowadzono szkolenie wojskowe według przedwojennych regulaminów. Jednostka zasilana była także kadrą instruktorską przerzucaną do kraju z Wielkiej Brytanii. Na potrzeby działalności konspiracyjnej jednostkę podzielono na pięć kompanii strzeleckich.

## Działania w powstaniu warszawskim
Zgodnie z pierwotnym planem operacyjnym, jednostki Bazy Lotniczej Łużyce miały nacierać na lotnisko Okęcie od wschodu i południowego wschodu, z rejonu Palucha i Gorzkiewek, jako część III batalionu 7. pułku piechoty AK „Garłuch”. Zgodnie z założeniami personel lotniczy jednostki miał zająć się zdobytymi na lotnisku samolotami niemieckimi, natomiast zadaniem techników obsługi naziemnej i żołnierzy osłony było przygotowanie lotniska do przyjęcia skoczków spadochronowych 1. Samodzielnej Brygady Spadochronowej, w której przybycie w wypadku powstania w Warszawie wierzono, mimo iż dowódcy Polskich Sił Powietrznych w Wielkiej Brytanii wykluczali taką możliwość. Wiosną 1944 jednostkę oddano do dyspozycji sojusznikom w celu użycia jej w Operacji Market-Garden, jednak dowódca Armii Krajowej gen. Tadeusz Bór-Komorowski mógł być przekonany, że to rozwiązanie tymczasowe i brygada jednak zostanie zrzucona do kraju. Ostatecznie 29 lipca 1944 gen. Bór został niedwuznacznie poinformowany przez kuriera Jana Nowaka-Jeziorańskiego, że użycie brygady w kraju jest wykluczone, mimo to rozkazów dla pułku „Garłuch” i Bazy Lotniczej nie zmieniono do ostatniej chwili.
W dniu wybuchu powstania warszawskiego nie udało się jednak na czas zmobilizować wszystkich pododdziałów Bazy Lotniczej. Znaczna część żołnierzy pod dowództwem Witolda Nowakowskiego miała dotrzeć z kwatery przy ul. Siennej 22 na Okęcie w drugim rzucie, jednak została odcięta od pozostałych jednostek i nie wzięła udziału w szturmie lotniska. Także pozostałe jednostki 7. pułku piechoty nie osiągnęły gotowości bojowej, a I batalion niemal w całości pozostał we Włochach, odcięty przez nowo przybyłą niemiecką brygadę pancerną. W tej sytuacji dowodzący wojskami powstańczymi w rejonie Okęcia mjr. Stanisław Babiarz ps. „Wysocki”, dysponujący ledwie ok. 800 słabo uzbrojonymi żołnierzami, wydał rozkaz o odwołaniu natarcia, jednak nie dotarł on na czas do wszystkich jednostek.
O godzinie W do walki o wyznaczony cel ruszyła jedynie tzw. Bateria Kuby (oficjalnie: Oddział Artylerii „Geometria”), czyli kompania artylerii 7 pułku piechoty AK „Garłuch” pod dowództwem por. Romualda Jakubowskiego ps. „Kuba”, do której nie dotarł rozkaz wstrzymania natarcia. W samotnym ataku na ufortyfikowane i silnie bronione lotnisko została ona zdziesiątkowana. W wyniku niepowodzenia szturmu na lotnisko pozostałe kompanie przyłączyły się do innych oddziałów powstańczych lub zostały rozwiązane w celu umożliwienia żołnierzom samodzielnego przebijania się do Śródmieścia, na Mokotów czy do Puszczy Kampinoskiej.
Kompania pod dowództwem Jerzego Marcinkowskiego „Jura” walczyła w Śródmieściu w Batalionie „Zaremba-Piorun”, do końca powstania utrzymując rejon ulic Hożej, Poznańskiej i Emilii Plater. Pomimo fiaska szturmu lotnisk warszawskich, do jednostki do ostatnich dni powstania kierowani byli żołnierze z doświadczeniem lotniczym.
Pluton specjalny pod dowództwem Tadeusza Gaworskiego „Lawy” miał za zadanie opanować budynek dawnego dowództwa lotnictwa przy Puławskiej, jednak na kilka godzin przed godziną W rozkazy zmieniono i nakazano jednostce – liczącej 65 ludzi uzbrojonych głównie w broń lekką – dołączyć do szturmu Okęcia. Po nieudanym ataku na lotnisko pluton zdołał wyrwać się z okrążenia i przebić do Lasów Chojnowskich. Połączył się tam z jednostką złożoną z 85 żołnierzy zgromadzoną wokół oficera operacyjnego KGL Bronisława Lewkowicza „Kursa”, których wybuch powstania zastał na Bielanach.

## Ordre de Bataille 1944
Komendant – ppłk pil. Jan Biały „Kadłub”
Zastępca – kpt. Tomasz Tomaszewski „Łoś”
II zastępca – por. Witold Nowakowski „Oracz”
Kwatermistrz – kpt. lot. Edmund Słoniewski „Słoń”
Oficer materiałowy – ppor. pil. NN „Ptak”
Płatnik – ppor. NN „Czyż”;
Szef Dywizjonu Szkolnego – mjr lot. Jerzy Witkowski „Wojciech”
Dowódca oddziału „Port” – ppor. pil. NN „Łamigłowa”
Szef OPL – mjr art. Józef Płodowski „Modliński”
Szpital Polowy Bazy – kpt lek. dr Wiesław Rott „Owski”
grupa sanitarna – kpt. lek. dr Jan Albert Madey „Lech”.
- 1 kompania – por. Roman Berkowski „Dantes”[2][4];
- 2 kompania – por. NN „Zasław”[2][4];
- 3 kompania – por. Franciszek Szymonik „Róg”[2][4];
- 4 kompania – por. Jerzy Marcinkowski „Jur”[2][4];
- 5 kompania – por. Witold Nowakowski – „Oracz”, następnie por. Jerzy Wróblewski – „Karf”[2][4];

- pluton specjalny – por. Tadeusz Gaworski „Lawa”[2][4];
- pluton wydzielony „Gocławek” (01-1) – dowódca por. Jerzy Kiersnowski „Gedroyć” (oddelegowany do Obwodu Żoliborz AK do Rejonu XXII-3 z zadaniem obsadzenia lotniska Bielany po jego zdobyciu)[2].